# John Faso
John Faso, né le 25 août 1952 à Massapequa, est un homme politique américain, élu républicain de l'État de New York à la Chambre des représentants des États-Unis de 2017 à 2019.

## Biographie
John Faso grandit à Massapequa sur Long Island, dans une famille démocrate d'origine italienne et irlandaise de cinq enfants, dont il est l'aîné. Il est diplômé en sciences de l'université d'État de New York en 1974 puis obtient un doctorat en droit de Georgetown en 1979. Il travaille par la suite pour plusieurs commissions à la Chambre des représentants des États-Unis et à la législature d'État de New York.
Il est élu à l'Assemblée de l'État de New York de 1986 à 2002 ; il y devient chef de la minorité républicaine à la fin des années 1990. En 1994, alors qu'il semble assuré d'obtenir la nomination républicaine pour le poste de comptroller de l'État, un candidat du Parti conservateur de l'État de New York (en) le supplante en échange du soutien de son parti à George E. Pataki. Faso se présente à nouveau en 2002, mais il est battu de trois points par le démocrate Alan G. Hevesi. Il rejoint alors l'autorité de stabilité fiscale de Buffalo de 2003 à 2006.
Candidat au poste de gouverneur de New York en 2006, il remporte la convention républicaine avec 61,2 % des suffrages face à l'ancien gouverneur du Massachusetts William Weld. Weld se retire alors de la course et ne se présente pas aux primaires. Faso est cependant largement battu par le démocrate Eliot Spitzer lors de l'élection générale, celui-ci réunit environ 70 % des voix. Faso devient alors lobbyiste à Albany, capitale de l'État de New York.
En 2009, il est candidat à l'élection partielle pour succéder à Kirsten Gillibrand, nommée au Sénat, à la Chambre des représentants des États-Unis. Le Parti républicain local lui préfère cependant James Tedisco, alors leader de la minorité républicaine à l'Assemblée de l'État. Lors des élections de 2016, il se représente au Congrès dans la 19e circonscription de l'État de New York, qui comprend une partie des montagnes Catskill et de la vallée de l'Hudson et où le républicain sortant, Chris Gibson, n'est pas candidat,. Faso remporte la primaire républicaine en rassemblant deux tiers des suffrages face à Andrew Heaney. Dans un district qui a voté pour Barack Obama en 2008 et 2012, il se retrouve dans une élection serrée avec la professeure de droit démocrate Zephyr Teachout (en). Il est élu représentant avec 9 points d'avance sur Teachout.

## Positions politiques
John Faso est considéré comme un républicain modéré. Il est conservateur sur les questions fiscales et économiques. Sur les questions de société, il est opposé à l'avortement mais se montre plus ouvert sur les questions LGBT, son frère Peter étant lui-même homosexuel.

## Historique électoral

### Chambre des représentants
| Année | John Faso | Démocrate |
| ----- | --------- | --------- |
| Année |           |           |
| 2016  | 54,24 %   | 45,68 %   |
| 2018  | 46,14 %   | 51,35 %   |